# Rose (film, 1936)
Pour les articles homonymes, voir Rose.
Pour plus de détails, voir Fiche technique et Distribution.
Rose est un film français réalisé par Raymond Rouleau, sorti en 1936.

## Fiche technique
- Titre : Rose
- Autre titre : Les Quatre Roues de la fortune
- Réalisation : Raymond Rouleau
- Scénario : Tania Balachova
- Photographie : Nicolas Toporkoff
- Musique : Jean Wiéner
- Son : Gérard Gérardot
- Société de production : Francol Films
- Pays d'origine :  France
- Genre : Comédie
- Durée : 85 minutes
- Date de sortie : France : 21 février 1936

## Distribution
- Jean Servais
- Lisette Lanvin
- Henri Guisol
- Sylvia Bataille
- Tania Balachova
- Georges Jamin
- Émile Genevois